# Concorezzo
Concorezzo là một đô thị ở tỉnh Monza và Brianza, vùng Lombardia của Italia, khoảng20 km về phía đông bắc của Milano. Tại thời điểm ngày 31 tháng 12 năm 2004, đô thị này có dân số 14.561 và diện tích là 8,5 km².
Đô thị Concorezzo gồm frazione Rancate.
Concorezzo giáp các đô thị sau: Arcore, Vimercate, Monza, Villasanta, Agrate Brianza.